# Yihad romántica
La yihad romántica, yihad amorosa o yihad galante (en inglés: Love Jihad) es el supuesto esfuerzo llevado a cabo por hombres musulmanes que fingirían amor hacia mujeres de comunidades no musulmanas para así propiciar la conversión al islam de éstas. Esta idea empezaría a tener una amplia circulación en la India en 2009, después de unas supuestas conversiones religiosas ocurridas primeramente en Kerala y posteriormente en Karnataka.
En noviembre de 2009, Jacob Punnoose, responsable policial de alto rango, afirmó que no existía ninguna organización en Kerala cuyos miembros captaran a mujeres mediante expresiones de amor fingido con la intención de llevarlas a convertirse. Declaró en el Tribunal Superior de Kerala que de cada 18 informes que había recibido al respecto 3 manifestaban alguna duda sobre la existencia de esta tendencia. Sin embargo, en ausencia de mejores pruebas, continuaron las investigaciones. En diciembre de 2009, el juez K.T. Sankaran, que rechazó el informe de Punnoose, concluyó a partir de un material anejo a la instrucción que existían indicios de conversiones forzosas y dictaminó que los informes policiales apuntaban claramente a que hubo un «esfuerzo concertado» para convertir a mujeres «con la bendición de ciertos grupos». Durante la solicitud de fianza de dos personas acusadas de practicar la «yihad romántica», el tribunal afirmó que se habían producido entre 3000 y 4000 conversiones de este tipo en los 4 años anteriores. El Tribunal Superior de Kerala suspendió la investigación del caso, dio amparo a los 2 acusados y criticó la investigación policial. La investigación fue cerrada por el juez M. Sasidharan Nambiar siguiendo lo ya dicho por Punnoose de que no se habían hallado pruebas concluyentes de que existiese una «yihad romántica».
El gobierno de Karnataka afirmó en 2010 que aunque muchas mujeres se habían convertido al islam, no existía ningún intento organizado para incitarlas a hacer tal cosa. En 2012, tras 2 años de investigación de una presunta «yihad romántica», la policía de Kerala declaró que no había pruebas que sustentasen la existencia de esa campaña. Posteriormente se inició un juicio contra el sitio web donde se detectó que había impostores que se hacían pasar por gente de organizaciones musulmanas y ofrecían dinero a jóvenes musulmanes para engañar y captar a mujeres. La policía de Uttar Pradesh en septiembre de 2014 no encontró pruebas de que se consiguieran o intentasen conseguir conversiones forzadas en 5 de cada 6 casos de «yihad romántica» reportados en los 3 meses anteriores. La policía dijo que la existencia de estafas esporádicas practicadas por hombres sin escrúpulos no son prueba de una conspiración de mayor alcance.
En 2017, después de que el Tribunal Superior de Kerala declarase inválido el matrimonio de una mujer hindú con un hombre musulmán fundamentando dicha decisión en la yihad romántica y habiendo el esposo musulmán apelado la medida ante el Tribunal Supremo de la India basándose en la evidencia «imparcial e independiente» solicitada por el tribunal a la Agencia Nacional de Investigación (NIA, por sus siglas en inglés), a la agencia se le encargó investigar todos los casos similares para determinar de qué manera operaba la yihad romántica. Gracias a ello, la NIA pudo investigar todos los casos sospechosos y averiguar si había organizaciones prohibidas, como el Movimiento de Estudiantes Islámicos de la India (SIMI, por sus siglas en inglés), que se estuviesen aprovechando de mujeres hindúes vulnerables y reclutándolas como terroristas. La NIA había informado anteriormente al tribunal de que el caso no se trataría de un incidente «aislado» y que había detectado cómo se extendía por la región cierto modus operandi, afirmando que las mismas personas ejercían de instigadoras en casos distintos.
La idea empezó a tener una amplia circulación en la India en 2009, y se afirmaba que habían tenido lugar conversiones a gran escala en Kerala y Karnataka, pero después empezó a afirmarse que se daban casos por toda la India y más allá, en Pakistán y en el Reino Unido. Con un gran impacto en la opinión pública en periodos álgidos en 2009, 2010, 2011 y 2014, la idea de la existencia de una yihad romántica puso en guardia a distintas organizaciones hinduistas, sijs y cristianas, mientras que la trama era negada por organizaciones musulmanas. Todo ello siguió constituyendo una fuente de discordia en lo político, y motivo de inquietud social para muchos, aunque ya para 2014 —según Reuters— la idea de una yihad romántica organizada era vista como una teoría conspirativa por la mayoría de la sociedad india.
En agosto de 2017, la NIA afirmó haber identificado a un mismo instigador en algunos casos relativos a la yihad romántica. Según un artículo publicado posteriormente en el semanario The Economist, «Distintas investigaciones policiales no han logrado hallar evidencia alguna de un plan organizado para producir conversiones. Se han denunciado vez tras vez supuestos casos de "yihad romántica" que a lo sumo eran fantasías febriles y en el peor de los casos eran invenciones con propósitos electoralistas». Según el mismo artículo, el trasfondo común a varios casos de yihad romántica estaba en la tajante negativa a aceptar un matrimonio entre miembros de distintas comunidades religiosas a pesar de que «las leyes de la India no ponen ninguna restricción al matrimonio interreligioso o a la conversión de las personas cuando media la libre voluntad y el consentimiento informado. Sin embargo, la idea de la yihad persiste incluso en los casos en que las supuestas "víctimas" la consideran algo puramente inventado».

## Trasfondo

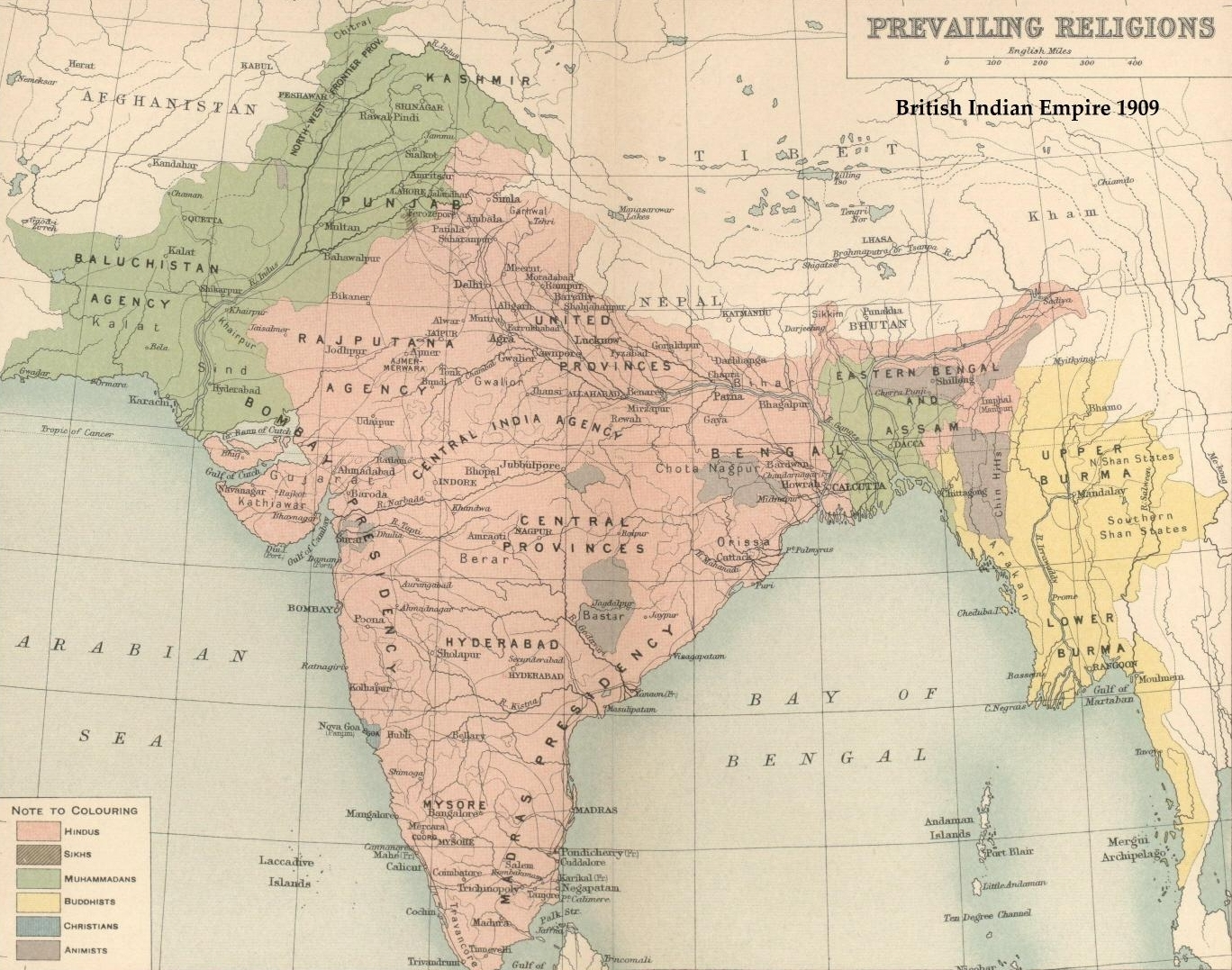
La India ha sido pluralista en lo religioso durante siglos. Este mapa de 1909 muestra las regiones musulmanas del noroeste en verde en coexistencia con regiones hindúes que se extienden por la mayor parte de la región hasta la Birmania budista.

### Conversiones religiosas logradas mediante resortes emotivos
El Oxford Handbook of Religious Conversion señala que el recurso a la emotividad como vía para lograr que las personas se conviertan a otros credos es algo muy conocido y frecuentemente explotado por líderes religiosos. Distintas organizaciones religiosas se han servido de técnicas conocidas como love bombing y flirty fishing para atraer el interés de posibles adeptos. La yihad romántica sería presuntamente una actividad en la que jóvenes musulmanes se valdrían de tales resortes emocionales, usando de su atractivo para atraer a las muchachas a convertirse mediante un amor simulado. Algunas fuentes sostienen que se trataría de un comportamiento organizado que contaría con fuentes de financiación..

### Tensiones regionales históricas
En un reportaje del Chicago Tribune, el corresponsal de la revista Foreign Policy Siddartha Mahanta escribe que la actual teoría conspirativa relativa a la yihad romántica hunde sus raíces en la partición de la India de 1947. Esta partición dio lugar a la separación de la India y Pakistán como países independientes con religiones mayoritarias diferentes. Ello produjo una migración a gran escala en la que millones de personas se desplazaron entre los dos países, relatándose casos de depredación sexual y conversión forzada a mujeres por parte de hombres de ambas religiones. Esto afectó a mujeres de ambas partes de conflicto, pues se dieron "recuperaciones" ('recovery operations'), operaciones de los gobiernos indio y pakistaní para traer de vuelta a dichas mujeres. Así se recuperó a más de 20000 mujeres musulmanas y a 9000 no musulmanas entre 1947 y 1956. Según Mahanta, esta historia de tensiones también provocó repetidos conflictos entre ambas religiones en las décadas subsiguientes, generando presiones culturales en contra de los matrimonios interreligiosos en ambas comunidades.
En 2014, los hinduistas constituían la principal mayoría religiosa en la India, con un 81% de los fieles, mientras los musulmanes eran el 13%.

### Tradiciones y costumbres matrimoniales
La India posee una larga tradición de matrimonios concertados, en los que la novia y el novio no se eligen mutuamente. En las décadas de 2000 y 2010 hubo en la India un incremento de los matrimonios por amor, aunque siguen existiendo tensiones en torno a los matrimonios interreligiosos y otras uniones no admitidas. En 2012, el diario The Hindu informó de que había una oleada de casos de intimidación ilícita a parejas que se habían unido por propia voluntad en matrimonios reprobados socialmente. Ese año, en Uttar Pradesh se propuso una emmienda que buscaba eliminar de la legislación matrimonial la obligariedad de declarar la religión de los contrayentes. Con ello se pretendía que las personas que ocultan su matrimonio interreligioso por ir contra las normas sociales se animen a inscribirlo.
Parte de la tensión por los matrimonios interreligiosos tiene que ver con el temor a que se pida o incluso se obligue a la conversión dentro del matrimonio (conversión marital). El matrimonio en el islam es un contrato jurídico en el cual las religiones de los contrayentes son parte de los requisitos a cumplir. Mientras que estos contratos permiten que las mujeres musulmanas solo se casen con hombres musulmanes, los hombres musulmanes sí pueden casarse con "gente del libro", que se interpreta como personas de fe cristiana y judía, sin que haya consenso sobre si los hindúes pertenecen a dicha categoría.. Según un artículo publicado en 2014 en el periódico Mumbai Mirror, en algunos matrimonios mixtos las mujeres no musulmanas se convierten al islam, mientras otras parejas eligen celebrar matrimonios civiles bajo la Ley de Matrimonios Especiales (en inglés: Special Marriage Act) de 1954. El matrimonio entre mujeres musulmanas y hombres hindúes (también sijs, jainistas y budistas) constituye matrimonio civil legal de acuerdo a dicha ley.

## Alcance e historia
Las primeras historias sobre una yihad romántica empiezan a tener circulación nacional en la India en septiembre de 2009. Al principio se decía que se estaba llevando a cabo en Kerala y en Mangalore, en la región costera de Karnataka. De acuerdo al Concilio Episcopal Católico, en octubre de 2009 hasta 4 500 muchachas se habrían visto afectadas, mientras que la organización hinduista Hindu Janajagruti Samiti elevaba la cifra hasta 30 000 mujeres conversas solo en Karnataka. Se extiende el número de casos relatados. Vellapally Natesan, secretario general de la fundación Sree Narayana Trust, dijo haber tenido conocimiento de casos frustrados de yihad romántica en comunidades Nārāyaṇiya. Se relataron historias de actividades similares también desde Pakistán y el Reino Unido. Según un artículo de opinión de Sunny Hundal en el blog Liberal Politics, «en los años 90, un panfleto anónimo (que se sospechaba que provenía de seguidores de la organización Hizb ut-Tahrir) instaba a hombres musulmanes a seducir a muchachas sijs para convertirlas al islam».
En 2014 circularon relatos similares provenientes de diversas regiones como Bihar, Kanpur, Gwalior, e Inglaterra.
El Concilio Sij en 2014 conoció relatos de que había muchachas de familias sijs británicas que estaban pasando a ser víctimas de la yihad romántica. Además, tales relatos sostenían que las muchachas estaban siendo explotadas por sus esposos, algunos de los cuales las abandonarían posteriormente en Pakistán. Según el jathedar (autoridad religiosa) de Akal Takht, representante internacional de los sijs, «El Concilio Sij ha rescatado a algunas de las víctimas (muchachas) y las ha devuelto a sus familias».
La organización fundamentalista musulmana Popular Front of India (Frente Popular de la India) y el Campus Front (Frente Universitario) han sido responsabilizados de promover estos actos. En Kerala algunas películas se han visto acusadas de promover la yihad romántica, acusación que ha sido negada por los cineastas.
Tras el estallido inicial de la polémica en 2009, esta volvió a surgir en 2010, 2011 y 2014. El 25 de junio de 2014, Oommen Chandy, ministro principal de Kerala informó a la asamblea legislativa regional de que 2667 muchachas se habían convertido al islam en el estado desde 2006. Sin embargo, afirmó que no había evidencia de que alguno de esos casos fuera una conversión forzada y que el miedo a una yihad romántica era «infundado». A tenor de un supuesto caso ocurrido en Delhi, India TV indicó en septiembre de 2014 que el número de casos reportados de yihad romántica estaba creciendo exponencialmente entre «fuertes debates» en torno a las relaciones entre jóvenes musulmanes y muchachas hindúes.
La tiradora deportiva india Tara Shahdeo en 2014 sostuvo que su marido la obligó a convertirse al islam y que fue torturada por negarse a hacerlo. El esposo sería detenido posteriormente. En 2018, un tribunal de derecho de familia concedió a la deportista el divorcio de Raqibul, alias Ranjit Kohli, atendiendo a los artículos de la ley matrimonial relativos a proporcionar información falseada y al maltrato.
En 2014 una luchadora india de taekwondo sostuvo haber sido «víctima» de la yihad romántica siendo todavía menor de edad. Su esposo fue detenido posteriormente por secuestro y por obligar a una menor a casarse.

## Reacción social

### 2009
Diversas organizaciones se coaligan contra lo que perciben como una amenaza. Organizaciones cristianas como la Christian Association for Social Action (Acción Social Cristiana), e hindúes como el Consejo Mundial Hindú (VHP, por sus siglas en hindi) hacen frente común. El VHP crea una línea telefónica de ayuda que dice haber respondido en tres meses a 1500 llamadas relativas a la yihad romántica. La UCAN, principal agencia católica de noticias de Asia, ha manifestado que la iglesia católica está preocupada por el supuesto fenómeno. El comité de vigilancia del Concilio de Obispos Católicos de Kerala (KCBC, por sus siglas en inglés) dio la señal de alarma a toda la comunidad católica ante esta práctica. En septiembre aparecieron afiches en Thiruvananthapuram, Kerala, firmados por la organización hinduista de ultraderecha Shri Ram Sena que prevenían contra una «yihad romántica». El grupo anunció en diciembre que lanzaría una campaña a nivel nacional bajo el lema «Salvemos a nuestras hijas, salvemos la India» (Save our daughters, save India) para combatir la yihad romántica.
Hubo organizaciones musulmanas de Kerala que lo calificaron de campaña maliciosa de desinformación. El Frente Popular de la India (PFI, por sus siglas en inglés), a través de Nasseruddin Elamaram, miembro del comité, negó que el PFI estuviera implicado en ninguna «yihad romántica», afirmando que hay gente que se convierte también al hinduismo y al cristianismo, y que convertirse a otra religión no es un delito. Miembros del Comité Central Musulmán de los distritos de Dakshina Kannada y Udupi respondieron afirmando que se trata de invenciones de los hindúes y cristianos para socavar la comunidad y la fe musulmanas.

### 2010
En julio de 2010 se volvió a hablar de la «yihad romántica» en la prensa a raíz de declaraciones de V. S. Achuthanandan, ministro principal de Kerala, sobre la supuesta conversión dentro del matrimonio de mujeres no musulmanas en un esfuerzo para hacer de Kerala un estado de mayoría musulmana. El PFI desestimó sus declaraciones debido a los hallazgos de la investigación realizada por el estado, pero la presidenta de Mahila Morcha, sección femenina del partido conservador BJP (Bharatiya Janata Party), solicitó públicamente que investigara la NIA, aduciendo que la investigación llevada a cabo por el estado de Kerala se había cerrado prematuramente debido a un entendimiento tácito con el PFI. En Kerala, el Congress Party (Partido del Congreso) respondió enérgicamente a los comentarios del ministro principal, a los cuales colificaron de deplorables y peligrosos.

### 2011
En diciembre de 2011 volvió a surgir la polémica en la asamblea legislativa de Karnataka. Mallika Prasad, parlamentaria del BJP, afirmó que se trataba de un problema real al que en ese momento no se estaba prestando atención. Según ella, 69 de 84 muchachas hindúes que habían sido dadas por desaparecidas entre enero y noviembre de ese año, confesaron —tras haber sido recuperadas— que «habían sido atraídas por jóvenes musulmanes que les declararon amor». Según el periódico The Times of India, la reacción a estas declaraciones estuvo dividida; Yogish Bhat y el líder parlamentario S. Suresh Kumar estuvieron a favor de la intervención del gobierno, mientras que los parlamentarios B. Ramanath Rai y Abhay Chandra Jain sostuvieron que «se estaba suscitando la polémica para perturbar la armonía entre comunidades del distrito».
Ese mismo mes, el supuesto fenómeno fue mencionado por Rashtriya Swayamsevak Sangh, líder de una manifestación organizada por Hindu Hitarakshana Vedike a raíz de la detención y maltrato de 15 personas por otro asunto. Ahí Sangh sugirió que la policía temía interferir con la juventud musulmana que practicaba la «yihad romántica» y previno a las jóvenes hindúes contra los peligros de usar teléfonos móviles, proponiendo que estos desempeñan un papel fundamental. Asimismo, el cineasta Paromita Vohra calificó este fenómeno como teorías de la conspiración del Consejo Mundial Hindú.

### 2012
El 25 de junio de 2012, Oommen Chandy, por entonces ministro principal de Kerala, puso sobre la mesa ciertas cifras en la asamblea legislativa regional.

### 2014
Durante el resurgir de esta polémica en 2014, las manifestaciones devinieron violentas debido a que la preocupación crecía, aunque, según Reuters, la idea de la yihad romántica «es considerada una teoría de la conspiración absurda por una mayoría de indios moderados». El parlamentario del BJP Yogi Adityanath sostuvo que la yihad romántica es una conspiración internacional cuyo objetivo es la India, y manifestó en televisión que los musulmanes «no pueden lograr por la fuerza lo que desean en la India, así que aquí usan la yihad romántica como método». Activistas hindúes de tendencia conservadora han prevenido a las mujeres en Uttar Pradesh para que eviten a los musulmanes y no hagan amistad con ellos. En Uttar Pradesh, Akhil Bharatiya Vaisha Ekta Parishd, una organización influyente, anunció su intención de luchar para que se restrinja el uso de teléfonos móviles entre mujeres jóvenes, para evitar que sean blanco de tales actividades.
Posteriormente a este anuncio, Times of India informó de que el superintendente de policía Shalabh Mathur «dijo que la expresión "yihad romántica" se acuñó solamente para crear miedo y división en la sociedad entre distintos grupos de la población». Líderes musulmanes consideran que la retórica de 2014 sobre la supuesta conspiración forma parte de una campaña de odio. Voces feministas han expresado su preocupación de que las medidas propuestas para proteger a las mujeres de esas supuestas actividades pudieran afectar negativamente a sus derechos, privándolas de libertad para actuar y para elegir.
Uma Bharti, ministra de recursos hídricos y dirigente del partido nacionalista BJP, hizo un llamado a la discusión entre los líderes comunitarios con el fin de proteger a hombres y mujeres jóvenes sin importar su religión.
En septiembre de 2014, el controvertido parlamentario del BJP Sakshi Maharaj manifestó que a los chicos musulmanes de las madrasas se los impulsa a la yihad romántica con recompensas económicas: «1 millon 100 mil rupias por un "affair" con una chica sij; 1 millón de rupias por una chica hindú y 700 mil rupias por una jainista». Dijo que tenía conocimiento de ello por haber recibido informes de musulmanes y por los relatos de hombres que trabajan para él y se habían convertido para poder conseguirlos. Abdul Razzaq Khan, vicepresidente del Consejo de Teólogos Musulmanes de la India, respondió negando tales actividades, calificando los comentarios como «parte de una conspiración que pretende perturbar la paz en el país» y pidiendo que se actuase contra Maharaj. El ministro para Uttar Pradesh, Mohd Azam Khan, indicó que las declaraciones «pretenden romper el país».
El 13 de octubre, India Today informó de que la mujer que declaró en un caso de yihad romántica haber sido violada en grupo y obligada a convertirse al islam cambió su declaración y dijo a la policía que en realidad se había fugado con el acusado. Dijo que anteriormente había hecho una declaración falsa porque sus padres la habían coaccionado.

### 2015
En enero, Durga Vahini, sección femenina del Consejo Mundial Hindú, dedicó un número de su revista a la yihad romántica, la cual ilustró con una imagen modificada de la actriz Kareena Kapoor cubierta con un burqa. Acompañaba a la imagen el título; «cambio de nacionalidad mediante el cambio religioso».

### 2016-18
En mayo de 2017 el Tribunal Superior de Kerala anuló el matrimonio de una mujer hindú, llamada Akhila y convertida como Hadiya, con un hombre musulmán de nombre Shafeen Jahan. La decisión se sustentaba en que no estuvieron presentes los padres de la novia ni dieron su consentimiento al enlace, después de que el padre de ella dijera que la conversión y matrimonio de la joven se hicieron a instancias del Estado Islámico de Irak y Siria. El tribunal ordenó al director general de la Policía de Kerala investigar casos de «yihad romántica» y conversiones forzadas, enfatizando «la existencia de una estructura organizativa que opera detrás de dichos casos de "yihad romántica" y conversiones». Al parecer, la decisión se tomó a raíz del elevado número de jóvenes radicalizadas que se unían a ISIS procedentes de Kerala. El tribunal también manifestó, «La pregunta de si hay organizaciones radicales implicadas asalta a las mentes inquisitivas. Por desgracia, no hay respuestas en este caso». El padre de la joven había asegurado que su hija había sido radicalizada e influenciada por algunas organizaciones para contraer matrimonio con un hombre musulmán, de manera que ya no estaba bajo la custodia de sus padres.
El padre de la joven, Ashokan Mani, había cursado previamente una petición de habeas corpus en enero de 2016, después de que esta desapareciera del campus donde estudiaba. Dijo que su hija había sido convertida al islam por la fuerza, y su familia al parecer se habría enterado por ella misma de que la retenían contra su voluntad dos compañeras de clase: Jaseena Aboobacker y su hermana Faseena. Sin embargo, tras hallarse su paradero, Akhila dijo ser seguidora del islam desde 2012 y haber abandonado el hogar paterno por voluntad propia. Dijo haber entrado bajo la influencia de esa religión tras escuchar sus enseñanzas de boca de sus compañeras de cuarto. Dijo que para instruirse en el islam se había inscrito en un curso impartido por Tharibathul Islam en Kottakkal, en el hostal Satyasarani (en Manjeri), una institución que presuntamente promovería la conversión al islam y de la que se cuenta que tiene fuertes vínculos con el Frente Popular de la India. La institución la presentó a Sainaba en Ernakulam, con quien vivió hasta el momento en que su padre cursó la petición. El tribunal le permitió seguir viviendo con Sainaba y más tarde rechazó la petición de Ashokan en junio de 2016, tras presentar los registros de su admisión en Satyasarani. Dos meses después, el padre cursó otra petición y alegó que su hija había sido convertida a instancias del ISIS y temía que pudiera ser enviada a unirse al mismo en Afganistán, citando casos de dos mujeres de Kerala que se habían unido a dicha organización después de convertirse y casarse con varones musulmanes. Ya en diciembre, Akhila se había casado con Shafeen y en enero de 2017 estaba convocada audiencia para resolver la petición de Ashokan. Akhila mostró el certificado y la partida de su matrimonio, pero este quedó sin efecto.
La decisión del tribunal fue apelada por Shafeeb Jahan en el Tribunal Supremo de la India en julio de 2017. Shafeen y su familia la habían conocido en agosto de 2016 en respuesta al anuncio que había puesto en un sitio web matrimonial. El Tribunal Supremo inició la audiencia del caso el 4 de agosto de 2017. La asistencia legal del padre de la joven aconsejó que este alegara que su hija había sido adoctrinada psicológicamente. Mientras tanto, el tribunal buscó la respuesta de la NIA (Agencia Nacional de Investigaciones) y del gobierno de Kerala. Ordenó una investigación por parte de la NIA, dirigida por el exjuez R. V. Raveendran el 16 de agosto. La NIA ya anteriormente había reportado que la conversión y matrimonio de la joven no eran un caso «aislado» y que se había detectado el surgimiento un patrón recurrente en Kerala, afirmando que habían encontrado otro caso en el que estaban implicadas las mismas personas. La NIA afirmó que, en este caso, el esposo estuvo presuntamente en contacto con dos individuos imputados en otro caso relativo al Estado Islámico de Irak y el Levante, y que una de esas personas pudo haber coordinado el matrimonio.
El 8 de marzo de 2018 el Tribunal Supremo revirtió la anulación del matrimonio de Akhila que había sido realizada por el Tribunal Superior de Kerala, afirmando que la joven se había casado por su propia voluntad. Sin embargo, permitió a la NIA seguir investigando las posibles ramificaciones terroristas del caso.

### 2020
A pesar de suscitar fuerte crítica, la Iglesia Católica Siro-Malabar se mantiene firme en su postura sobre la yihad romántica. Según la Iglesia, estos esfuerzos se dirigen hacia mujeres cristianas, que son reclutadas para la banda terrorista Estado Islámico, que las convierte en esclavas sexuales y puede llegar a asesinarlas. Una circular con detalles de todo esto y firmada por el cardenal Mar George Alencherry fue leída en la misa dominical en muchas parroquias.
Fue en un sínodo reciente de la iglesia siro-malabar donde se afirmó que la yihad romántica existe realmente y que las mujeres cristianas están bajo la amenaza de ser obligadas a convertirse tras verse atrapadas en relaciones afectivas fingidas. Sin embargo, la Iglesia emitió esta opinión sin ofrecer ninguna estadística o informe específico que la apoyasen.
En la mencionada circular (fechada el 15 de enero) que se leyó el domingo en las iglesias se afirma que las mujeres cristianas son el objetivo de una conspiración que se sirve de relaciones afectivas interreligiosas, que suelen llegar a amenazar la convivencia entre comunidades. «Incluso se está reclutando a mujeres cristianas de Kerala para el Estado Islámico mediante este engaño», dice la circular.

## Investigaciones oficiales

### Karnataka
En octubre de 2009, el gobierno de Karnataka anunció su intención de luchar contra la «yihad romántica», que «parece ser un problema serio». Una semana después de hacerse este anuncio, el gobierno ordenó una investigación al Departamento de Investigaciones Criminales (CID, por sus siglas en inglés) para determinar si existía un esfuerzo organizado para la conversión de esas jóvenes y, de ser así, quién lo financiaba. Una de las mujeres cuya conversión al islam se examinó a raíz de la investigación fue devuelta temporalmente bajo la custodia de sus padres, pero finalmente se le permitió regresar con su nuevo marido después de presentarse ante el tribunal y declarar que no había recibido presiones para convertirse. En abril de 2010 la policía utilizó la expresión «yihad romántica» para describir el supuesto rapto, conversión forzada y matrimonio de una colegiala de 17 años en Mysore.
A finales de 2009, el Departamento de Investigación Criminal de Karnataka informó de que, aunque seguía investigando, no había encontrado pruebas de que existiese una «yihad romántica». A finales de 2009, el director general de la Policía, Jacob Punnoose informó de que aunque continuaría la investigación, no había pruebas de que ningún grupo o individuo intentaran organizadamente utilizar a varones que «fingiendo amor» atrajesen a mujeres a convertirse al islam. Lo que sí indicaron es que muchas jóvenes hindúes se habían convertido al islam por su propia voluntad. A principios de 2010, el gobierno de Karnataka informó al Tribunal Superior de Karnataka de que aunque muchas jóvenes hindúes se habían convertido al islam, no existía un esfuerzo organizado para impulsarlas a hacerlo. Según The Indian Express, Sankaran, al llegar a la conclusión de que «tales incidentes ocurridos bajo la apariencia del amor son generalizados en ciertas partes del estado», contradice los informes del Estado central y el gobierno regional. Támbién se elevó una petición a Sankaran para que se evitase el uso de expresiones como «yihad romántica» o «yihad amorosa», pero Sankaran descartó anular una decisión anterior de no restringir su utilizacón en los medios de comunicación. Sin embargo, posteriormente el alto tribunal suspendió cualquier otra investigación policial al respecto, pues no se había logrado revelar ningún esfuerzo organizado y porque la investigación se dirigía específicamente contra una determinada comunidad.

### Kerala
A raíz del inicio de una campaña de pega de afiches en Thiruvananthapuram (Kerala), atribuida a la organización Shri Ram Sena, la policía del estado empezó a investigar la presencia de dicha organización en la zona. A finales de octubre de 2009, la policía se ocupó por sí misma del asunto de la «yihad romántica», indicando que aunque no habían localizado ninguna organización bajo ese nombre («yihad romántica»), «existen razones para sospechar la existencia de "intentos concentrados" de persuadir a mujeres jóvenes a convertirse al islam tras enamorarse de muchachos musulmanes». Documentaron noticias no confirmadas de una red de grupos que mediante subterfugios propiciaban la conversión y estarían financiados desde el extranjero, pero resaltaron que no existían organizaciones que estuviera confirmado que llevaran a cabo dichas campañas y que no habían encontrado pruebas de tal financiación extranjera.
El 9 de diciembre de 2009, el magistrado K. T. Sankaran, del Tribunal Superior de Kerala, intervino en el asunto durante una audiencia en la que se dirimía la fianza de unos jóvenes musulmanes detenidos por forzar presuntamente la conversión de dos muchachas del campus. Según Sankaran, los informes policiales revelaban que un esfuerzo «concertado» para lograr conversiones contaba con la «bendición de algunos grupos», y que en un periodo de 4 años se habían dado entre 3000 y 4000 conversiones a raíz de una relación amorosa. Sankaran «halló indicios de conversiones religiosas "forzadas" bajo la apariencia del "amor"», sugiriendo que la prevención de «tales actos "engañosos"» podría requerir acciones legislativas.
En enero de 2012, la policía de Kerala declaró que la yihad romántica era «[una] campaña sin sustento alguno», iniciando acciones legales contra el sitio web hindujagruti.org por «difusión de odio religioso y propaganda engañosa»

### Uttar Pradesh
En septiembre de 2014, a raíz de un resurgimiento del debate público, la Agencia Reuters informó que la policía de Uttar Pradesh no dio credibilidad a las cinco o seis denuncias recientes por yihad romántica que se les habían presentado. El jefe de policía A. L. Banerjee afirmó que «en la mayoría de los casos hemos detectado que la chica hindú y el chico musulmán estaban enamorados y se habían casado en contra de la voluntad de sus padres» Al parecer manifestó que «casos esporádicos de engaño por parte de hombres sin escrúpulos no son prueba de una conspiración de mayores vuelos».
El mismo mes, el Alto Tribunal de Allahabad fijó un plazo de 10 días para que el gobierno y la comisión electoral de Uttar Pradesh respondieran a una petición de restringir el uso de la expresión «yihad romántica» y emprender acciones contra el monje y político hindista Yogi Adityanath.